# فوبه اسنو
فوبه اسنو (انگلیسی: Phoebe Snow؛ ۱۷ ژوئیهٔ ۱۹۵۰ – ۲۶ آوریل ۲۰۱۱) یک موسیقی‌دان اهل ایالات متحده آمریکا بود. وی بین سال‌های ۱۹۷۲ تا ۲۰۱۰ میلادی فعالیت می‌کرد.